# Solingen
Solingen er en by i den tyske delstat Nordrhein-Westfalen. Den ligger omkring 10 kilometer øst for Düsseldorf og ca. 30 kilometer nord for Köln. Pr. 2016 boede der 158.908 indbyggere.
Solingen er kendt for at være et sted hvor gode sværd, knive, sakse og barberknive er blevet fremstillet af en række firmaer som WKC, DOVO, Wüsthof, Zwilling J. A. Henckels, Böker, Güde, Hubertus, Diefenthal, Puma, Clauberg/Klauberg, Eickhorn, Linder, Carl Schmidt Sohn, Dreiturm, Herder, Martor Safety Knives og Wolfertz.

## Kendte personer fra byen
- Carl Clauberg, nazistisk læge
- Adolf Eichmann, SS-officer
- Walter Scheel, politiker og forbundspræsident
- Christoph Kramer, fodboldspiller
- Bettina Heinen-Ayech maler.
- Gertrud Kortenbach, billedhuggeren
- Hiltrud Nassmacher, politologen